# سات سبك
سات سبك ، هي ملكة مصرية قديمة غير حاكمة أو زوجة ملك ، عاشت في عهد الأسرة الثالثة عشرة.

## حياتها
الملكة سات سبك معروفة حتى الآن فقط من ختم واحد على شكل جعران في مجموعة خاصة من مجموعات الآثار المصرية ، الجعران يمكن تأريخه على أساس طراز نقشه بعهد الأسرة الثالثة عشرة. و لكن لا يزال زوجها الملك مجهولا. و اسمها على الجعران مكتوب سا سوبك، دون نهاية التأنيث (التاء) في كلمة سات (ابنة). و قد يكون هذا خطأً بسيطاً أو كتابة مختصرة ، كما أنه من الممكن أيضا أنها كانت تستخدم الاسم المذكر سا سوبك - (ابن سوبك) ، فأسماء الذكور مع السيدات كانت شائعة في هذه الفترة.

## ألقابها
- الزوجة الملكية العظيمة.
- المتحدة مع التاج الأبيض.[2]